# Dr. Oetker
Dr. Oetker je rodinný podnik založený 1. ledna 1891 v Bielefeldu v Německu. Patří k významným výrobcům potravinářského průmyslu ve světě. Sortiment zahrnuje přísady na pečení, směsi na pečení, pudingy a jiné dezerty v prášku, čerstvé dezerty, sladká jídla v prášku, mražené pizzy, přípravky na zavařování a müsli Vitalis. V průběhu své více než stoleté historie založil Dr. Oetker své dceřiné společnosti prakticky po celém světě.

## Historie

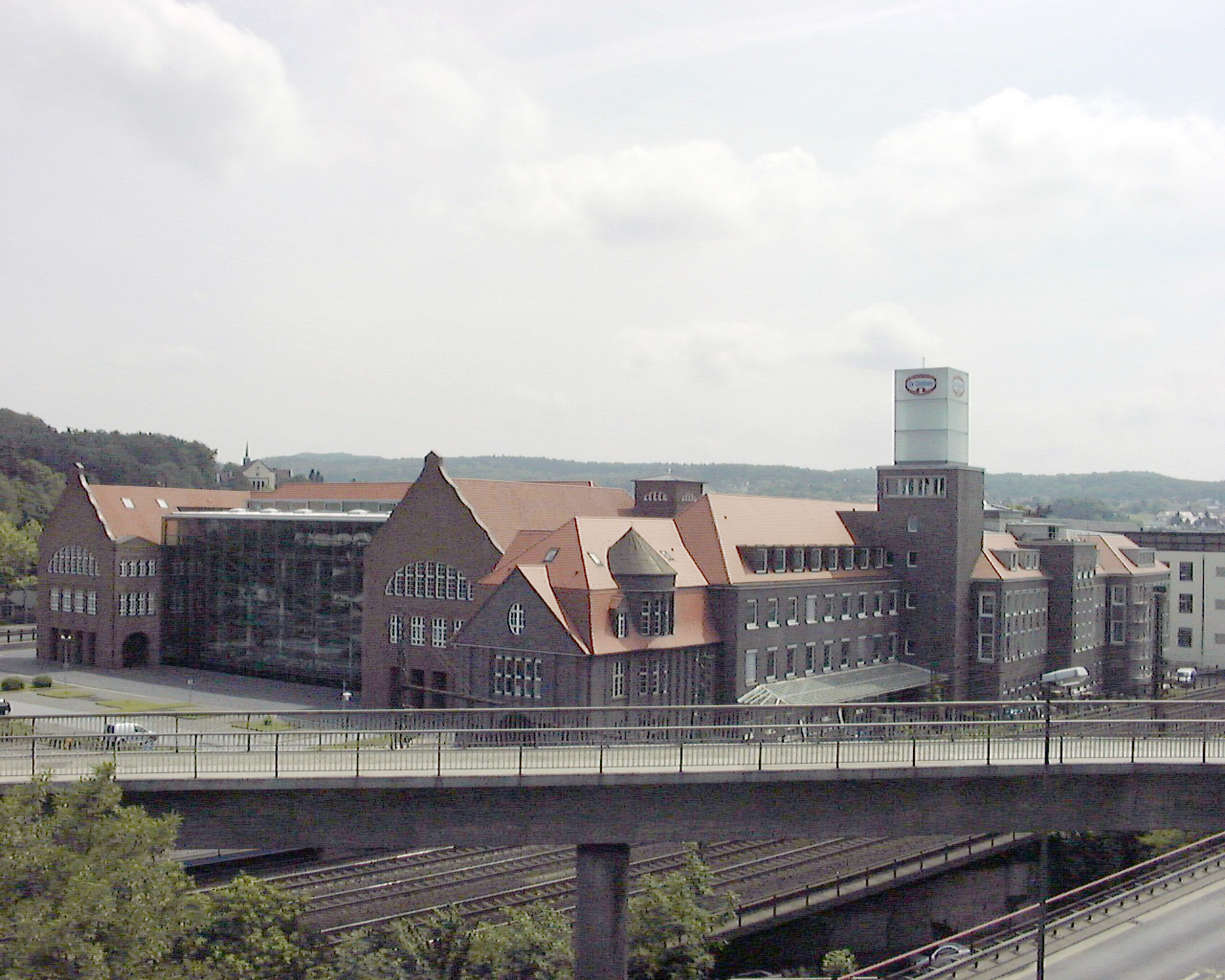
Sídlo společnosti v německém Bielefeldu

Podnik založil August Oetker (6. ledna 1862 v Obernkirchenu – 10. ledna 1918 v Bielefeldu), který získal vyšší vzdělání studiem přírodních věd v Berlíně a následně ještě přidal doktorát z botaniky na univerzitě ve Freiburgu. Své vlastní obchodní aktivity započal zakoupením lékárny v Bielefeldu. Jako hlavní obchodní strategii zvolil nabídku kvality. Zvláštní důraz kladl na vybavení své laboratoře, kde připravoval léky. Svým přístupem tak předurčoval slogan, který platí dodnes – „Kvalita je nejlepší recept“.
Chtěl vymyslet něco, co na trhu dosud chybělo. Svět pečení byl mladému lékárníkovi důvěrně známý díky mládí prožitému v pekárně rodičů. V té době neexistoval spolehlivý kypřicí prášek, hospodyňky používaly tzv. kypřicí mouku vyvinutou Justusem von Liebigem, která ale nemohla být déle skladována a výsledek pečení byl nejistý. Dr. August Oetker chtěl vyvinout výrobek, který by měl konstantní kvalitu a byl ihned připraven k pečení, proto experimentoval dlouhé dva roky s práškem na pečení. Výsledkem byl výrobek, který zaručoval současně nakypření těsta a jeho trvanlivost a měl neutrální chuť. Jedna dávka byla určena přesně na 0,5 kg mouky, což bylo množství na jeden koláč. Navíc na zadní straně sáčku s touto dávkou byl uveden přesný recept použití. Tento výrobek stál 10 feniků.

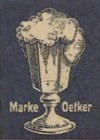
Původní logo společnosti

Podmínky, za jakých na vývoji kypřicího prášku Backin pracoval, jsou překvapivé. Mladý lékárník nechtěl nikoho předčasně zasvětit do svých plánů. Proto místo ve výzkumné laboratoři lékárny své pokusy uskutečňoval v komoře na harampádí o velikosti pouhých čtyř metrů čtverečních. Zde experimentoval tak dlouho, dokud nenalezl směs, která zaručovala současně nakypření těsta, trvanlivost a měla neutrální chuť. Jeho motto znělo: „Plně ručím za čistou kvalitu“. Vydával reklamní sešity, kde kromě léků uváděl i kypřicí prášek s recepty na dort a bábovku. Postupně byla nabídka produktů rozšířena o jedlý škrob, jemuž propůjčil své vlastní jméno – Gustin. Škrob se prodával jako strava pro děti a jako zahušťovadlo pro zavařování marmelád a džemů. Dbal také na školení svých obchodních cestujících a osobně je zaučoval do své na tehdejší dobu propracované zásady prodeje.
Vypuknutí 1. světové války v roce 1914 náhle přeruší úspěšný růst firmy. Syn Augusta Oetkera, Rudolf (* 17. listopadu 1889 v Berlíně), přišel o život 18. března 1916 v bitvě u Verdunu.[zdroj?] Jeho ovdovělé ženě se až šest měsíců po této tragické události narodil syn Robert-August. Zakladatel firmy August Oetker umírá o dva roky později.
Vdova po jeho synovi Ida (roz. Meier) se roku 1919 znovu provdala za Richarda Kaselowskeho[zdroj?], který převzal vedení firmy, která se po skončení 1. světové války pod jeho vedením dále mezinárodně rozšiřovala, zejm. do zemí Beneluxu, Dánska, Norska a Itálie. Během krize na počátku třicátých let publikuje Dr.Oetker tzv. „hubené“ recepty, které ženám v domácnosti ukazovaly, jak péct dobré produkty z méně surovin.
V roce 1944 přebírá vedení podniku Robert-August Oetker (* 20. září 1916 v Bielefeldu; † 16. ledna 2007 v Hamburku) poté, co jeho matka s Richardem Kaselowskym a jejich dcerami Ilse a Ingeborg umírají při bombardování.[zdroj?] Pozvedává nemocný podnik a odkupuje množství zahraničních dceřiných společností vyvlastněných během války. Popularita značky Dr.Oetker byla neporušena. Jen Bible byla v Německu prodávána více než kuchařky vydávané společností, která se časem proměnila z výrobce potravin v konglomerát s pizzou, pivem a sektem.[zdroj?] V roce 1960 rozšiřuje Oetker svou výrobu o mražené produkty.
Do Československa společnost přišla roku 1923. Tehdejší společnost s názvem Dr. Oetker, Továrna poživatin Brno, zasahovala svou působností celé Čechy, Moravu a Slovensko. Po druhé světové válce však byla činnost této společnosti na dlouhé roky přerušena. Výrobky byly k dostání až od roku 1962, a to výhradně v prodejnách Tuzex.
Vaše vánoční nálada se povznese, když se vám pečivo zdařilo. Zajisté nebudete dělati rády pokusy se svými dobrými a tak drahými přísadami, nýbrž budete raději péci s příjemným pocitem jistoty, kterou Vám zaručuje dra Oetkera prášek do pečiva „Moudrá hlava”. Není lepšího dokladu jistoty než skutečnost, že se „Moudrá hlava“ po dobu více než 30 let osvědčuje. Co miliony hospodyněk ví a cení, musíte i Vy poznati. Pečte tedy o vánocích s dra Oetkera práškem do pečiva „Moudrou hlavou”. Dr. A. Oetker, Brno
Salon 1928
V roce 1991 se společnost Dr. Oetker vrací na československý trh. V roce 1993 společnost koupila škrobárenský závod Slovamyl ve slovenském Bolerázu a získala tím výrobní základnu pro další expanzi po tehdejším Československu. Po rozdělení Československa v roce 1993 byla založena společnost Dr. Oetker pro Česko v Praze, která nejprve dovážela a prodávala produkty z výrobního závodu v Bolerázu na Slovensku. Roku 1997 společnost koupila výrobní prostory v Kladně, které byly ve druhé polovině roku 1997 zcela zrekonstruovány. Do Kladna podnik přemístil i své sídlo. V roce 1998 byla v kladenském výrobním závodě zahájena výroba suchých směsí, jako jsou přísady na pečení, směsi na pečení, pudingy, dezerty v prášku, přípravky pro zavařování a další.
V současnosti vede celou společnost Richard Oetker (* 4. ledna 1951 v Bielefeldu)[zdroj?], pravnuk zakladatele, který převzal roku 2010 vedení od svého bratra Dr. h. c. Augusta Oetkera (* 17. března 1944, v Bielefeldu) stojícího v čele společnosti od roku 1981.

### Vývoj loga firmy

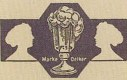
Logo "Moudrá hlava"

První značkou produktů Dr.Oetker byl „překypující skleněný kalich“ jako symbol kypřicího prášku "Original Backin". V roce 1900 bylo v Berlíně patentováno logo s „moudrou hlavou“, které bielefeldský litograf Theodor Kind vytvořil ze siluety své dcery. „Moudrá hlava“ se na určitou dobu stala synonymem značky.
Aktuální logo zvýrazněné tzv. kompetenčními čarami Dr. Oetker platí od roku 1986. Vyjadřuje nepřerušenou zkušenost a kontinuitu.

## Produkty a značky
Sortiment značky v Česku obsahuje přibližně 130 výrobků. Většina potravin patří do kategorie „suché směsi“ (například Krtkův dort a Puding v prášku). Do kategorie mražených potravin spadají čtyři značky pizzy – Ristorante, Casa di Mama, Guseppe a Maestro. Kategorii čerstvých dezertů zastupuje produkt Paula. Typickým produktem je určitě kypřicí prášek, který existuje na trhu doposud.

## Výrobní závody
V současné době má podnik výrobní závod na suché směsi v Kladně. Druhý výrobní závod je na Slovensku v Bolerázu, odkud jsou některé výrobky dodávány i na český trh. Některé výrobky jsou vyráběny v závodech v Polsku a Německu. V Česku zaměstnává přes 250 pracovníků. Zkušební kuchyně přidružená k výrobnímu závodu vyvíjí, zkouší a přísným testům podrobuje veškeré recepty, které poskytuje svým zákazníkům. Zkušební kuchyně mateřské společnosti v Bielefeldu je jedním z nejstarších oddělení koncernu. Při pečení ve zkušební kuchyni jsou simulovány různé možnosti vybavení domácí kuchyně, aby bylo možné reagovat na zákaznické dotazy.

## Ve světě
Ve světě je mezinárodně aktivní společnost, která zaujímá významná postavení na důležitých světových trzích. Působí v 37 státech po celém světě. V Asii (Indie, Čína), Austrálii, Evropě (30 států), i v Severní (Kanada, USA) a Jižní Americe (Argentina, Brazílie). Jen v potravinářství zaměstnává přes 9 000 lidí. Kromě potravinářského průmyslu má společnost ve svém portfoliu i rejdařství, banku, vydavatelství, pivovar a několik luxusních hotelů po celé Evropě. Kromě Itálie se ve všech zemích produkty společnosti prodávají pod názvem Dr. Oetker. V Itálii, kde se z historických důvodů prodávají potravinářské produkty společnosti pod názvem Cameo. Jednotlivé produkty jsou v místních výrobních linkách přizpůsobovány místním chutím.